# Oscar Beltrán
Oscar Beltrán (n. Lima, Perú) es un actor peruano. Se formó inicialmente en la actuación en el taller de Aristóteles Picho y Cuatrotablas, y profesionalmente en el taller de Roberto Ángeles. Su debut en el cine fue en la película Mañana te cuento.

## Créditos

### Televisión
- La mujer de Lorenzo (2003) como Tony Bonicelli.
- Demasiada belleza (2003) como Profesor de teatro.
- Así es la vida (2005-06) como Giacomo.
- Pide un milagro (2006) como Washington.
- Rita y yo (2007) como Sebastián.
- Esta Sociedad (2008) como Santos.
- Magnolia Merino (2008-2009) como Nelson López.
- Rita y yo y mi otra yo (2009) como Sebastián.
- Lalola (2011)
- El enano (2010) como Tito Cisneros.
- Ramírez (2015)
- El regreso de Lucas (2016) como Norbi.
- Cumbia Pop (2017-2018) como Joaquín Cárdenas.
- Princesas  (2021) como Zamarinas.
- Contigo Capitán (2022) como Tato.

### Películas
- TQ-1992 (2001)
- Mañana te cuento (2005)
- Mañana te cuento 2 (2008)
- El inca, la boba y el hijo del ladrón (2011)
- Somos Néctar (2017)
- "Si, mi amor" (2020)

### Teatro
- El cruce sobre el Niágara (2003)
- Woyzeck (2005)
- Sueño de una noche de verano (2006)
- Antígona (2006)
- El viaje de Mallki (2007)
- La Fiesta del Chivo (2007)
- Noche de Tontos (2008)
- Laberinto de monstruos (2008)
- Una vida en el teatro (2011)
- La ciudad y los perros (2012) como “El Poeta” Alberto Fernández.
- Electra/Orestes (2012)
- Un sombrero de paja de Italia (2013)
- ¿Dónde están los payasos? (2014)
- Un Hombre Con Dos Jefes ( 2014 )
- Cock (2016)
- Bajo Terapia (2016)
- El principio de Arquímedes (2022)
- Palomino Molero (2024)